# ماهی یال‌دار
ماهی یال‌دار (نام علمی: Caristiidae) نام یک تیره از راسته سوف‌ماهی‌سانان است.